# Natalie Dormer
Natalie Dormer (Reading, Inglaterra; 11 de febrero de 1982) es una actriz británica, conocida por haber interpretado a Ana Bolena en la serie Los Tudor y a Margaery Tyrell en la serie Juego de tronos.

## Biografía
Estudió en la escuela secundaria Chiltern Edge, antes de cambiarse a la Reading Blue Coat School, una escuela independiente para chicas, para el sixth form. Durante su etapa escolar estudió danza en la Allenova School of Dancing, antes de entrar a la Academia de Arte Dramático Webber Douglas, en Londres. Dormer practica esgrima y es miembro de la London Fencing Academy. 

## Vida personal
En 2007 comenzó a salir con el director irlandés Anthony Byrne y en 2011 la pareja anunció que se habían comprometido. Sin embargo, a finales de 2018 anunciaron su separación.
Desde 2019 mantiene una relación con el también actor David Oakes. En enero de 2021 dio a luz a su primera hija. En febrero de 2023 se hizo público que se habían casado por lo civil.
Dormer ha afirmado que Cate Blanchett ha sido una gran influencia para ella en su carrera como actriz. Se identifica como feminista.
Dormer es conocida por sus desnudos en series como Los Tudor, Juego de Tronos o The Fades y en películas como Rush o The Scandalous Lady W. Ha dicho que se siente a gusto haciendo escenas de desnudos.
Después del lanzamiento de In Darkness en julio de 2018, el cual Dormer coescribió con su exprometido Anthony Byrne, y en el cual aparecen Dormer y Emily Ratajkowski en varias escenas explícitas, esta fue criticada duramente.

## Carrera
Seis meses después de graduarse de la academia Webber, Natalie obtuvo su primera interpretación en una película cuando hizo una audición y obtuvo el papel de Victoria en la película Casanova, junto a Heath Ledger y Sienna Miller. El director Lasse Hallström quedó tan impresionado por las dotes cómicas de Natalie, que amplió su papel en la película. Después de ello, firmó un contrato por tres películas con Disney Touchstone.
En 2006 apareció en las series Distant Shores y en Rebues donde interpretó a Phillippa Balfour. 
En 2007 interpretó a la periodista Cassie en la película Un plan brillante interpretada por Michael Caine y Demi Moore, ese mismo año saltó a la fama cuando se unió al elenco principal de la serie Los Tudor donde interpretó a la reina Ana Bolena, la segunda esposa del Rey Enrique VIII de Inglaterra durante las primeras dos temporadas, hasta 2008 después de que su personaje muriera decapitado. Posteriormente apareció de nuevo durante la cuarta temporada en 2010 cuando el monarca soñó con sus antiguas esposas.
En 2009 apareció en la película Miss Marple: Why Didn't They Ask Evans? donde interpretó a Moira Nicholson, también hizo un papel en Masterwork y en City of Life donde interpretó a Olga. Prestó su voz para el personaje de Serafina de la novela de Sarah Dunant Sagrados Corazones, Serafina es una niña de 16 años que vive en la Italia renacentista.
En 2011 obtuvo el papel principal en la película Shadowland 3D, una adaptación de la novela homónima de Peter Straub. Ese mismo año interpretó a la soldado Lorraine en la película Capitán América: el primer vengador, protagonizada por Chris Evans, también interpretó a Elizabeth Boyles-Lyon en la película W.E. y a la periodista Celeste Chevalier en Poe. Respecto a la pequeña pantalla, apareció de forma recurrente en la serie dramática Silk.
En abril de 2011 se unió al elenco del drama de terror The Fades donde interpretó a Sarah, una mujer que puede ver el futuro, sin embargo sus habilidades la meten en problemas con "The Fades" y después de que de pronto desaparece, comienzan a pensar que está muerta y las sospechas caen en contra de su exesposo Mark (Tom Ellis).
En 2012 se unió al elenco de la serie Juego de tronos donde interpreta a Margaery Tyrell, la esposa de Renly Baratheon, el pretendiente al trono de Poniente, y tras la muerte de este la prometida de Joffrey I Baratheon, el rey de Poniente, y posteriormente como esposa del rey Tommen Baratheon.
En 2013 se unió al elenco recurrente de la primera temporada de la serie Elementary donde interpreta a Irene Adler. Ese mismo año interpretó a la enfermera Gemma en la película Rush basada en la temporada de Fórmula 1 de 1976 y el duelo por el título entre James Hunt y Niki Lauda. 
En 2014 Natalie apareció en la película Los juegos del hambre: sinsajo - Parte 1 interpretando a Cressida, un papel que volvió a interpretar en 2015 en la segunda parte de la tercera película, Los juegos del hambre: sinsajo - Parte 2. Entre 2008 y 2010 filmó la película Fencewalker del director Chris Carter, que aún no ha sido estrenada por no encontrar distribuidora. Se desconoce si la película verá la luz algún día.  
A finales de enero del 2016 se anunció que se había unido al elenco de la película de espías Official Secrets donde interpretará a Katharine Gun, una joven oficial de inteligencia británica. En la película compartirá créditos con los actores Paul Bettany, Martin Freeman, Anthony Hopkins y Harrison Ford. La película estará basada en el superventas The Spy Who Tried To Stop A War: Katherine Gun And The Secret Plot To Sanction The Iraq Invasion de Marcia y Thomas Mitchell.
En 2016 se anunció que se había unido al elenco de la película In Darkness donde dará vida a Sophia, una músico que tiene una discapacidad visual. En la película compartirá créditos con su compañero de Juego de Tronos, el actor Ed Skrein. La película se estrenó en julio de 2018.
A finales del 2017 protagoniza la obra de teatro  Venus in Fur  junto a David Oakes  donde interpreta  a Vanda Jordan una actriz que se ve envuelta en una relación tormentosa con un director de cine a raíz de una audición. La obra es dirigida por Patrick Mabers sobre un texto del director David Ives.

## Filmografía

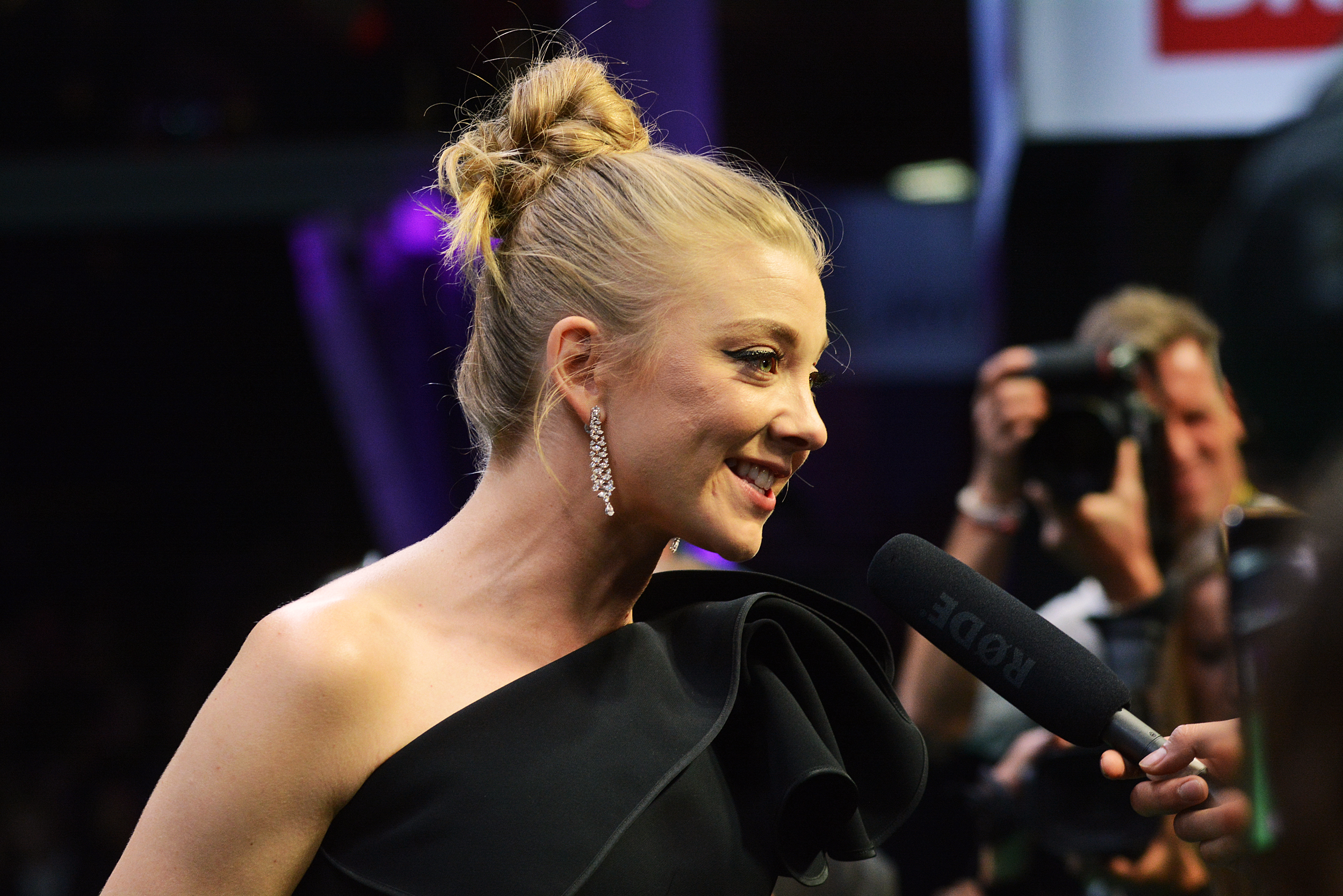
La actriz Natalie Dormer presenta su serie "El Misterio de Hanging Rock" en el Festival de Cine de Zúrich 2018.

### Series de televisión
| Año         | Título                                   | Personaje                          | Notas                    |
| ----------- | ---------------------------------------- | ---------------------------------- | ------------------------ |
| 2006        | Rebues                                   | Phillippa Balfour                  | episodio "The Falls"     |
| 2006        | Distant Shores                           | Mujer                              | episodio #1.1            |
| 2007-2010   | Los Tudor                                | Ana Bolena                         | 21 episodios             |
| 2011        | The Fades                                | Sarah                              | 6 episodios              |
| 2011        | Silk                                     | Niamh Cranitch                     | 6 episodios              |
| 2012 - 2016 | Game of Thrones                          | Margaery Tyrell                    | 26 episodios             |
| 2013        | Elementary                               | Eileen /Irene Adler/Jamie Moriarty | 5 episodios              |
| 2015        | The Scandalous Lady W                    | Seymour Worsley                    | Película para televisión |
| 2018        | El misterio de Hanging Rock              | Mrs. Appleyard                     | 6 episodios              |
| 2019        | Cristal Oscuro: La era de la resistencia | Onica ( voz)                       | 3 episodios              |
| 2020        | Penny Dreadful: Ciudad de los angeles    | Magda                              | 8 episodios              |

### Cine
| Año  | Título                                   | Personaje               | Notas                                           |
| ---- | ---------------------------------------- | ----------------------- | ----------------------------------------------- |
| 2005 | Casanova                                 | Victoria                |                                                 |
| 2007 | Un plan brillante                        | Cassie                  |                                                 |
| 2009 | City of Life                             | Olga                    |                                                 |
| 2009 | Masterwork                               | Mo Murphy               | Película para televisión                        |
| 2009 | Marple: Why Didn't They Ask Evans?       | Moira Nicholson         | Película para televisión                        |
| 2011 | Capitán América: el primer vengador      | Soldado Lorraine        |                                                 |
| 2011 | Poe                                      | Celeste Chevalier       | Película para televisión                        |
| 2011 | W.E.                                     | Elizabeth Bowes-Lyon    |                                                 |
| 2013 | Rubicon                                  | Sarah                   |                                                 |
| 2013 | Fencewalker                              | Sarah                   |                                                 |
| 2013 | The Counselor                            | Joven                   |                                                 |
| 2013 | A Long Way from Home                     | Suzanne                 |                                                 |
| 2013 | The Brunchers                            | Ella                    | Cortometraje - junto a Tom Burke y Rufus Sewell |
| 2013 | Rush                                     | Enfermera Gemma         |                                                 |
| 2014 | Los juegos del hambre: sinsajo - Parte 1 | Cressida                |                                                 |
| 2014 | The Riot Club                            | Charlie                 |                                                 |
| 2014 | Shadowland 3D                            |                         |                                                 |
| 2014 | The Girl Who Invented Kissing            | Patti                   |                                                 |
| 2015 | Los juegos del hambre: sinsajo - Parte 2 | Cressida                |                                                 |
| 2016 | The Forest                               | Sara Price / Jess Price |                                                 |
| 2016 | Patient Zero                             | Dra. Gina Rose          |                                                 |
| 2018 | In Darkness                              | Sofia McKendric / Belma |                                                 |
| 2019 | The Professor and the Madman             | Eliza Merrett           |                                                 |
| 2019 | Pets United                              | Belle (voz)             |                                                 |
| 2021 | Viviling living                          | En desarrollo           |                                                 |
| 2021 | Spitfire Sister                          | En desarrollo           |                                                 |

### Teatro
| Año  | Título               | Rol          | Notas                         |
| ---- | -------------------- | ------------ | ----------------------------- |
| 2003 | The Comedy of Errors | Adriana      | The Cliveden Open Air Theatre |
| 2010 | Sweet Nothings       | Mizi         | Young Vic                     |
| 2010 | .45                  | Pat          | Hampstead Theatre             |
| 2012 | After Miss Julie     | Miss Julie   | Young Vic                     |
| 2017 | Venus in Fur         | Vanda Jordan | Theater Royal Haymarket       |

### Vídeos musicales
| Año  | Canción     | Artista |
| ---- | ----------- | ------- |
| 2014 | Someone New | Hozier  |

### Videojuegos
| Año  | Título                 | Rol               |
| ---- | ---------------------- | ----------------- |
| 2014 | Game of Thrones        | Margaery Tyrell   |
| 2017 | Mass Effect: Andromeda | Dra. Lexi T'Perro |

## Premios y nominaciones
| Año  | Categoría                                                   | Premio                 | Serie     | Resultado |
| ---- | ----------------------------------------------------------- | ---------------------- | --------- | --------- |
| 2008 | Mejor actuación en un papel protagonista dramático continuo | Canadian Gemini Awards | Los Tudor | Nominada  |
| 2009 | Mejor actuación en un papel protagonista dramático continuo | Canadian Gemini Awards | Los Tudor | Nominada  |